# Pavel Doŭhal'
'Pavel Mikalaevič Doŭhal' (in bielorusso Павел Мікалаевіч Доўгаль?; in russo Павел Николаевич Довгаль?, Pavel Nikolaevič Dovgal; Minsk, 22 dicembre 1975) è un ex pentatleta bielorusso.

## Palmarès
In carriera ha conseguito i seguenti risultati:
- Giochi Olimpici:

Sydney 2000: bronzo nel pentathlon moderno individuale.
- Mondiali:

Sofia 1997: argento nel pentathlon moderno a squadre.
Budapest 1999: bronzo nel pentathlon moderno a squadre.
- Europei

Uppsala 1998: bronzo nel pentathlon moderno a squadre.
Drzonków 1999: bronzo nel pentathlon moderno a squadre.
Sofia 2001: argento nel pentathlon moderno a squadre.
Usti nad Labem 2002: argento nel pentathlon moderno staffetta a squadre.
Usti nad Labem 2003: argento nel pentathlon moderno staffetta a squadre.